# Marquês de Vagos
Marquês de Vagos de juro e herdade é um título nobiliárquico português criado pelo Príncipe Regente D. João em nome da Rainha D. Maria I de Portugal em 14 de Novembro de 1802 a favor de D. Francisco da Silva Telo e Menezes, 6.º Conde de Aveiras. O título de Conde de Aveiras passou então a ser usado pelos herdeiros dos Marqueses de Vagos.
Inicialmente criado em duas vidas, o título de Marquês de Vagos foi tornado de juro e herdade pelo Rei D. Luís I por Decreto de 28 de Novembro de 1863, aquando do 5.º Marquês, D. José Maria da Silva Telo Corte Real e Noronha.
A presente representante do título, D. Maria Mafalda da Silva de Noronha Wagner, é atualmente a personalidade com mais títulos nobiliárquicos em Portugal: Marquesa de Vagos, Marquesa de Torres Novas, Condessa de Aveiras, Condessa de Valadares, Condessa de Povolide, Condessa de Pontével e Condessa de Sintra, sendo chefe do nome e armas dos Noronha. É ainda representante genealógica dos títulos de Conde de Linhares (antigo), dos Duques, Marqueses e Condes de Vila Real, dos Duques de Caminha, dos Condes de Gijón e Noronha, Alcoutim, Valença e Viana (antigo).

## Marqueses de Vagos (1802)

### Titulares
1. D. Francisco da Silva Telo e Meneses (1723–1808), 6.º Conde de Aveiras
2. D. Nuno da Silva Telo de Meneses Corte Real (1746–1813), 7.º Conde de Aveiras
3. D. Joana Maria José Silva Telo e Meneses Corte Real (1781–1828), 9.ª Condessa de Aveiras, herdou os títulos em virtude do seu irmão D. Guido Maria da Silva Telo e Menezes Corte-Real, 8.º Conde de Aveiras, não ter sobrevivido ao pai
4. D. Maria José da Apresentação Pedro Regalado Baltazar do Pé da Cruz da Silva Telo de Meneses e Noronha (1816–1854), 10.ª Condessa de Aveiras
5. D. José Maria da Silva Telo Corte Real e Noronha (1838–1907), 11.º Conde de Aveiras
6. D. Nuno Paulo da Silva Telo de Noronha (1887–1949), 12.º Conde de Aveiras
7. D. José Maria da Silva Telo de Menezes (1912–1987), 15.º Conde de Aveiras
8. D. Maria Mafalda da Silva de Noronha Wagner (1951), 16.ª Condessa de Aveiras

### Armas
Silva (plenas): de prata, com um leão de púrpura, armado e lampassado de azul. Acrescentaram os Silvas de Vagos como diferença: dois ramos de silva, de verde, postos em orla, com os cabos passados em aspa no contrachefe do escudo.